# I liga argentyńska w piłce nożnej (1908)
Mistrzem Argentyny w roku 1908 został klub Belgrano AC, a wicemistrzem Argentyny klub Alumni AC.
Z ligi spadł klub San Martín Athletic Buenos Aires, a po dwóch kolejkach wykluczony został z rozgrywek klub Nacional Buenos Aires. Na ich miejsce awansował klub River Plate. Liga zmniejszyła się z 11 do 10 klubów.

## Primera División

### Mecze chronologicznie
| Data                 | Mecz |
| -------------------- | --- |
| 26 kwietnia 1908     | CA Estudiantes – Reformer Campana 3:2 |
| 3 maja 1908          | Belgrano AC – San Martín Athletic Buenos Aires 8:3 |
| 3 maja 1908          | CA Estudiantes – Porteño Buenos Aires 5:2 |
| 3 maja 1908          | Lomas Athletic Buenos Aires – Reformer Campana 1:1 |
| 3 maja 1908          | Quilmes Athletic Buenos Aires – San Isidro Buenos Aires 1:3 |
| 10 maja 1908         | Belgrano AC – Quilmes Athletic Buenos Aires 5:3 |
| 10 maja 1908         | Alumni AC – Lomas Athletic Buenos Aires 2:0 |
| 10 maja 1908         | Nacional Buenos Aires – Reformer Campana 3:1 |
| 10 maja 1908         | San Martín Athletic Buenos Aires – Porteño Buenos Aires 3:2 później mecz zweryfikowano na walkower dla Porteño Buenos Aires                                    |
| 10 maja 1908         | CA Estudiantes – Argentino de CA Argentino de Quilmes 4:1 |
| 17 maja 1908         | Alumni AC – San Martín Athletic Buenos Aires 4:1 |
| 17 maja 1908         | Reformer Campana – Argentino de CA Argentino de Quilmes 0:2 J. Escobar, J. Luperne                                                                             |
| 17 maja 1908         | Belgrano AC – San Isidro Buenos Aires 0:3 |
| 17 maja 1908         | Lomas Athletic Buenos Aires – Nacional Buenos Aires 0:3 |
| 17 maja 1908         | Porteño Buenos Aires – Quilmes Athletic Buenos Aires 2:6 |
| 24 maja 1908         | San Isidro Buenos Aires – Alumni AC 1:1 |
| 24 maja 1908         | Lomas Athletic Buenos Aires – Belgrano AC 0:4 |
| 25 maja 1908         | Argentino de CA Argentino de Quilmes – Belgrano AC 2:2 A. Cuarraccino, Victorino F. Paulsen – ?, ?                                                             |
| 25 maja 1908         | Quilmes Athletic Buenos Aires – San Martín Athletic Buenos Aires 2:1                                                                                           |
| 31 maja 1908         | Alumni AC – CA Estudiantes 1:3 |
| 31 maja 1908         | San Martín Athletic Buenos Aires – Argentino de CA Argentino de Quilmes 0:2                                                                                    |
| 31 maja 1908         | Porteño Buenos Aires – Lomas Athletic Buenos Aires 2:3 |
| 31 maja 1908         | Reformer Campana – San Isidro Buenos Aires 2:1 |
| 7 czerwca 1908       | Alumni AC – Porteño Buenos Aires 6:0 |
| 7 czerwca 1908       | Argentino de CA Argentino de Quilmes – Quilmes Athletic Buenos Aires 5:1 J. Escobar (2), A. Cuarraccino (2), Victorino F. Paulsen                              |
| 7 czerwca 1908       | Belgrano AC – CA Estudiantes 3:2 |
| 7 czerwca 1908       | Lomas Athletic Buenos Aires – Reformer Campana 6:1 |
| 18 czerwca 1908      | Lomas Athletic Buenos Aires – Alumni AC 1:4 |
| 18 czerwca 1908      | San Isidro Buenos Aires – San Martín Athletic Buenos Aires walkower dla San Isidro Buenos Aires                                                                |
| 18 czerwca 1908      | Reformer Campana – Porteño Buenos Aires 1:1 |
| 21 czerwca 1908      | Alumni AC – Reformer Campana 12:0 |
| 21 czerwca 1908      | Belgrano AC – Porteño Buenos Aires 2:1 |
| 21 czerwca 1908      | San Martín Athletic Buenos Aires – CA Estudiantes 0:0 |
| 21 czerwca 1908      | Quilmes Athletic Buenos Aires – Lomas Athletic Buenos Aires 3:2                                                                                                |
| 24 czerwca 1908      | Belgrano AC – Alumni AC 4:0 |
| 28 czerwca 1908      | Belgrano AC – Reformer Campana walkower dla Belgrano AC |
| 29 czerwca 1908      | San Martín Athletic Buenos Aires – Reformer Campana 3:0 |
| 5 lipca 1908         | San Martín Athletic Buenos Aires – Belgrano AC 1:2 |
| 5 lipca 1908         | Porteño Buenos Aires – Reformer Campana 3:0 |
| 5 lipca 1908         | Lomas Athletic Buenos Aires – Quilmes Athletic Buenos Aires 2:6                                                                                                |
| 9 lipca 1908         | Quilmes Athletic Buenos Aires – Reformer Campana 2:0 |
| 9 lipca 1908         | Argentino de CA Argentino de Quilmes – Porteño Buenos Aires 1:2                                                                                                |
| 9 lipca 1908         | Lomas Athletic Buenos Aires – San Martín Athletic Buenos Aires walkower dla Lomas Athletic Buenos Aires                                                        |
| 12 lipca 1908        | San Martín Athletic Buenos Aires – Quilmes Athletic Buenos Aires 1:5                                                                                           |
| 19 lipca 1908        | San Martín Athletic Buenos Aires – Alumni AC 1:5 |
| 19 lipca 1908        | Quilmes Athletic Buenos Aires – Argentino de CA Argentino de Quilmes 1:4 ? – A. Cuarraccino (2), A. Méndez, J. Escobar                                         |
| 19 lipca 1908        | Lomas Athletic Buenos Aires – San Isidro Buenos Aires 1:4 |
| 2 sierpnia 1908      | San Martín Athletic Buenos Aires – Lomas Athletic Buenos Aires 1:0                                                                                             |
| 9 sierpnia 1908      | Quilmes Athletic Buenos Aires – Reformer Campana 8:1 |
| 9 sierpnia 1908      | San Isidro Buenos Aires – Belgrano AC 0:1 |
| 9 sierpnia 1908      | CA Estudiantes – San Martín Athletic Buenos Aires walkower dla Estudiantes                                                                                     |
| 9 sierpnia 1908      | Lomas Athletic Buenos Aires – Porteño Buenos Aires 0:1 |
| 16 sierpnia 1908     | Argentino de CA Argentino de Quilmes – San Martín Athletic Buenos Aires 5:1 J. A. Filipini s, J. Escobar, H. Goodfellow, Victorino F. Paulsen, A. Bergalli – ? |
| 16 sierpnia 1908     | Quilmes Athletic Buenos Aires – Belgrano AC 2:5 |
| 23 sierpnia 1908     | Argentino de CA Argentino de Quilmes – Alumni AC 0:3 |
| 23 sierpnia 1908     | CA Estudiantes – Belgrano AC 2:2 później mecz zweryfikowano na walkower dla klubu Belgrano AC                                                                  |
| 23 sierpnia 1908     | San Isidro Buenos Aires – Lomas Athletic Buenos Aires 3:0 |
| 30 sierpnia 1908     | Porteño Buenos Aires – San Martín Athletic Buenos Aires walkower dla Porteño Buenos Aires                                                                      |
| 30 sierpnia 1908     | Quilmes Athletic Buenos Aires – Alumni AC 0:7 |
| 30 sierpnia 1908     | Argentino de CA Argentino de Quilmes – Reformer Campana 5:0 |
| 30 sierpnia 1908     | CA Estudiantes – San Isidro Buenos Aires 1:3 |
| 30 sierpnia 1908     | Belgrano AC – Lomas Athletic Buenos Aires 5:0 |
| 6 września 1908      | Belgrano AC – Argentino de CA Argentino de Quilmes 1:3 ? – A. Cuarraccino, J. Escobar, J. Luperne                                                              |
| 6 września 1908      | San Isidro Buenos Aires – Porteño Buenos Aires 3:2 |
| 8 września 1908      | Quilmes Athletic Buenos Aires – Alumni AC 0:7 |
| 8 września 1908      | CA Estudiantes – Porteño Buenos Aires 4:1 |
| 20 września 1908     | Belgrano AC – Alumni AC 1:0 |
| 20 września 1908     | CA Estudiantes – Argentino de CA Argentino de Quilmes 3:0 |
| 27 września 1908     | San Isidro Buenos Aires – Reformer Campana walkower dla San Isidro Buenos Aires                                                                                |
| 27 września 1908     | Alumni AC – Argentino de CA Argentino de Quilmes 7:0 |
| 27 września 1908     | Porteño Buenos Aires – Belgrano AC 0:1 |
| 27 września 1908     | Quilmes Athletic Buenos Aires – CA Estudiantes 3:3 |
| 4 października 1908  | Quilmes Athletic Buenos Aires – Porteño Buenos Aires 2:1 |
| 4 października 1908  | Argentino de CA Argentino de Quilmes – Lomas Athletic Buenos Aires 6:0 A. Bonnessere (2), J. Barreiro (2), J. Luperne, Victorino F. Paulsen                    |
| 11 października 1908 | Porteño Buenos Aires – Alumni AC 2:5 |
| 11 października 1908 | San Isidro Buenos Aires – CA Estudiantes 3:1 |
| 11 października 1908 | Reformer Campana – Belgrano AC 0:5 |
| 11 października 1908 | Argentino de CA Argentino de Quilmes – Lomas Athletic Buenos Aires walkower dla Argentino de Quilmes                                                           |
| 18 października 1908 | Alumni AC – San Isidro Buenos Aires 5:1 |
| 18 października 1908 | Porteño Buenos Aires – Argentino de CA Argentino de Quilmes 0:1                                                                                                |
| 25 października 1908 | Alumni AC – Reformer Campana 4:0 |
| 25 października 1908 | San Isidro Buenos Aires – Quilmes Athletic Buenos Aires 5:1 |
| 25 października 1908 | CA Estudiantes – Lomas Athletic Buenos Aires 5:0 |
| 1 listopada 1908     | CA Estudiantes – Alumni AC 3:1 |
| 1 listopada 1908     | Argentino de CA Argentino de Quilmes – San Isidro Buenos Aires 2:1                                                                                             |
| 8 listopada 1908     | San Isidro Buenos Aires – Porteño Buenos Aires 1:3 |
| 11 listopada 1908    | Argentino de CA Argentino de Quilmes – San Isidro Buenos Aires 5:0 A. Cuarraccino (2), J. Escobar, J. Barreiro, J. Luperne                                     |
| ??                   | CA Estudiantes – Quilmes Athletic Buenos Aires walkower dla Estudiantes                                                                                        |
| ??                   | Reformer Campana – CA Estudiantes walkower dla Reformer Campana                                                                                                |
| ??                   | Lomas Athletic Buenos Aires – CA Estudiantes walkower dla Estudiantes                                                                                          |
| ??                   | Reformer Campana – San Martín Athletic Buenos Aires 5:3 |
| ??                   | San Martín Athletic Buenos Aires – San Isidro Buenos Aires 0:4                                                                                                 |

### Końcowa tabela sezonu 1908
Wykluczony po dwóch kolejkach klub Nacional Buenos Aires nie został uwzględniony w tabeli.
| Poz | Klub                                 | Mecze | Zw | Rem | Por | Pkt | BrZd | BrStr |
| --- | ------------------------------------ | ----- | -- | --- | --- | --- | ---- | ----- |
| 1   | Belgrano AC                          | 18    | 15 | 1   | 2   | 31  | 49   | 20    |
| 2   | Alumni AC                            | 18    | 13 | 1   | 4   | 27  | 74   | 18    |
| 3   | Argentino de CA Argentino de Quilmes | 18    | 12 | 1   | 5   | 25  | 44   | 26    |
| 4   | San Isidro Buenos Aires              | 18    | 11 | 1   | 6   | 23  | 36   | 26    |
| 5   | CA Estudiantes                       | 18    | 11 | 2   | 5   | 22  | 37   | 20    |
| 6   | Quilmes Athletic Buenos Aires        | 18    | 8  | 1   | 9   | 17  | 46   | 54    |
| 7   | Porteño Buenos Aires                 | 18    | 6  | 1   | 11  | 13  | 23   | 41    |
| 8   | Reformer Campana                     | 18    | 3  | 2   | 13  | 8   | 10   | 57    |
| 9   | Lomas Athletic Buenos Aires          | 18    | 3  | 1   | 14  | 7   | 19   | 50    |
| 10  | San Martín Athletic Buenos Aires     | 18    | 2  | 1   | 15  | 5   | 16   | 42    |